# T32 (танк)
T32 (англ. T32 Heavy Tank) — експериментальний важкий танк США часів  Другої світової війни, виконаний з використанням вузлів та агрегатів серійного танка М26 та експериментального T29. 

## Історія створення
За результатами боїв у Європі, в Штабі сухопутних військ США дійшли висновку, що озброєння серійного танка М26 цілком достатньо, а ось броня не давала серйозного захисту проти довгоствольних 88 мм німецьких танкових та зенітних гармат. Тому було вирішено створити на базі вже добре освоєного у виробництві M26 Pershing новий танк із посиленим бронюванням. Розробка нового танка, завдяки його високій уніфікації із серійним зразком, йшла дуже швидко. Двигун і трансмісію взяли від іншого експериментального танка — T29, а ходову — від M26 Pershing, подовживши її на один опорний каток. Примітно, що замовлення на дослідні екземпляри надійшло у 1945-му році, а перші два зразки були здані вже до початку 1946-го, тоді як замовлені у 1944-му Т29 були готові лише до 1947 року. Як би там не було, цей танк уже не встиг до кінця війни, і тому в серію не пішов, поступившись місцем більш продуманим машинам. Проте багато з використаних після конструктивних рішень (наприклад, трансмісія «крос-драйв» EX-120/CD-850) відпрацьовувалися саме на Т32.

## Галерея

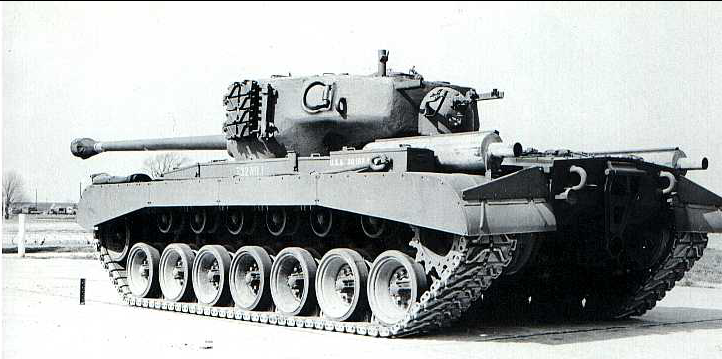
Важкий танк T32 вид ззаду
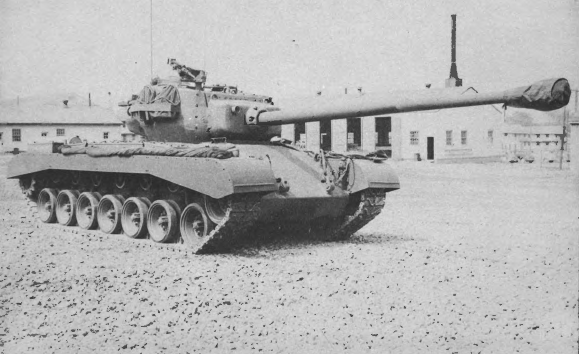
Важкий танк T32 вид спереду